# Kenichi Hirai
Kenichi Hirai (平井健一?, Hirai Kenichi; Tokyo, 19 marzo 1950) è un ex tennista giapponese.

## Carriera
In carriera ha raggiunto una finale di doppio al Düsseldorf Grand Prix nel 1974. Nei tornei del Grande Slam ha ottenuto il suo miglior risultato raggiungendo i quarti di finale di doppio all'Open di Francia nel 1974, in coppia con il connazionale Toshiro Sakai.
In Coppa Davis ha disputato un totale di 33 partite, collezionando 21 vittorie e 12 sconfitte.

## Statistiche

### Doppio

#### Finali perse (1)
| Numero | Anno           | Torneo                            | Superficie  | Compagno      | Avversari in finale   | Punteggio |
| 1.     | 15 luglio 1974 | Düsseldorf Grand Prix, Düsseldorf | Terra rossa | Toshiro Sakai | Jiří Hřebec Jan Kodeš | 1-6, 4-6  |